# Sant Rafael i Santa Anna de Figaró-Montmany
Sant Rafael i Santa Anna de Figaró-Montmany és una església del municipi de Figaró-Montmany (Vallès Oriental) inclòs en l'Inventari del Patrimoni Arquitectònic de Catalunya.

## Descripció
Edifici entre mitgeres de planta rectangular, d'una sola nau coberta amb volta apuntada. L'absis és semicircular i té coberta d'ametlla. Hi ha quatre arcades a la nau on se situen retaules i imatges modernes posteriors a la guerra civil. Hi ha una cornisa seguida que dona la volta a tot l'interior. La façana té una portada d'arc rebaixat i al seu damunt una finestra de mig punt, una d'el·líptica i una d'ull de bou. Exteriorment, el capcer és de perfil esglaonat, i hi compta amb un campanar d'espadanya amb dos buits.

## Història
L'antiga capella es troba documentada des de l'any 1413 quan Guillem Figueró va fundar un benefici eclesiàstic. Tota la seva documentació està relacionada a la família Figueró, que van implantar el primer hostal en el camí ral, fins al segle xvii que es traslladaren a Barcelona. La capella es va reedificar al segle xviii i de nou en el període 1838-1841. A partir d'aquest moment es converteix en centre parroquial. Durant la guerra del 1936 foren utilitzats pels refugiats.